# Jan Godlewski
Jan Godlewski (né le 1er janvier 1941 à Miodusy Wielkie (en)) est un architecte polonais.

## Biographie

### Éducation
Bachelier du Lycée des Techniques en Arts Plastiques à Białystok, il a étudié à la Faculté d'architecture (pl) de l'École polytechnique de Cracovie. Il a fait un stage international d'un an en Yougoslavie et obtenu son diplôme d'ingénieur-architecte en 1965 (sur la base de travaux sur la Bibliothèque Universitaire de Varsovie, sous la direction du professeur Zbigniew Kupiec (pl)).

### Carrière professionnelle
Il a commencé sa carrière professionnelle à Opole. Il a été vice-président de l'Association des Architectes Polonais (pl) (SARP) à Opole (1972-1974). En 1974 il a déménagé à Poznań, où il a travaillé pour "Miastoprojekt" et "Inwestoprojekt". À partir de 1982, il a été détaché en Algérie avec "Budimex" (architecte dans les villes de Saïda, Tiaret, Oran). De retour en Pologne en 1991, il a travaillé dans le bureau de l'Architecte de la Ville Varsovie jusqu'en 2012. Il a effectué plusieurs stages professionnels internationaux, notamment à Lausanne et à Strasbourg (1992-1993).
Participant à de nombreux concours d'urbanisme et d'architecture en Pologne et à l'étranger, il a été co-auteur primé de nombreux projets, y dans les concours du SARP et de la Société des Urbanistes Polonais (pl) (TUP), en collaboration avec Мarian Fikus et Jerzy Gurawski (1969-1976) et avec Maria Krystyna Pawłowska-Godlewska (depuis 1976). Il est copropriétaire du Studio Créatif Maria et Jan Godlewski – Architecture, Urbanisme, Intérieur.

### Photos

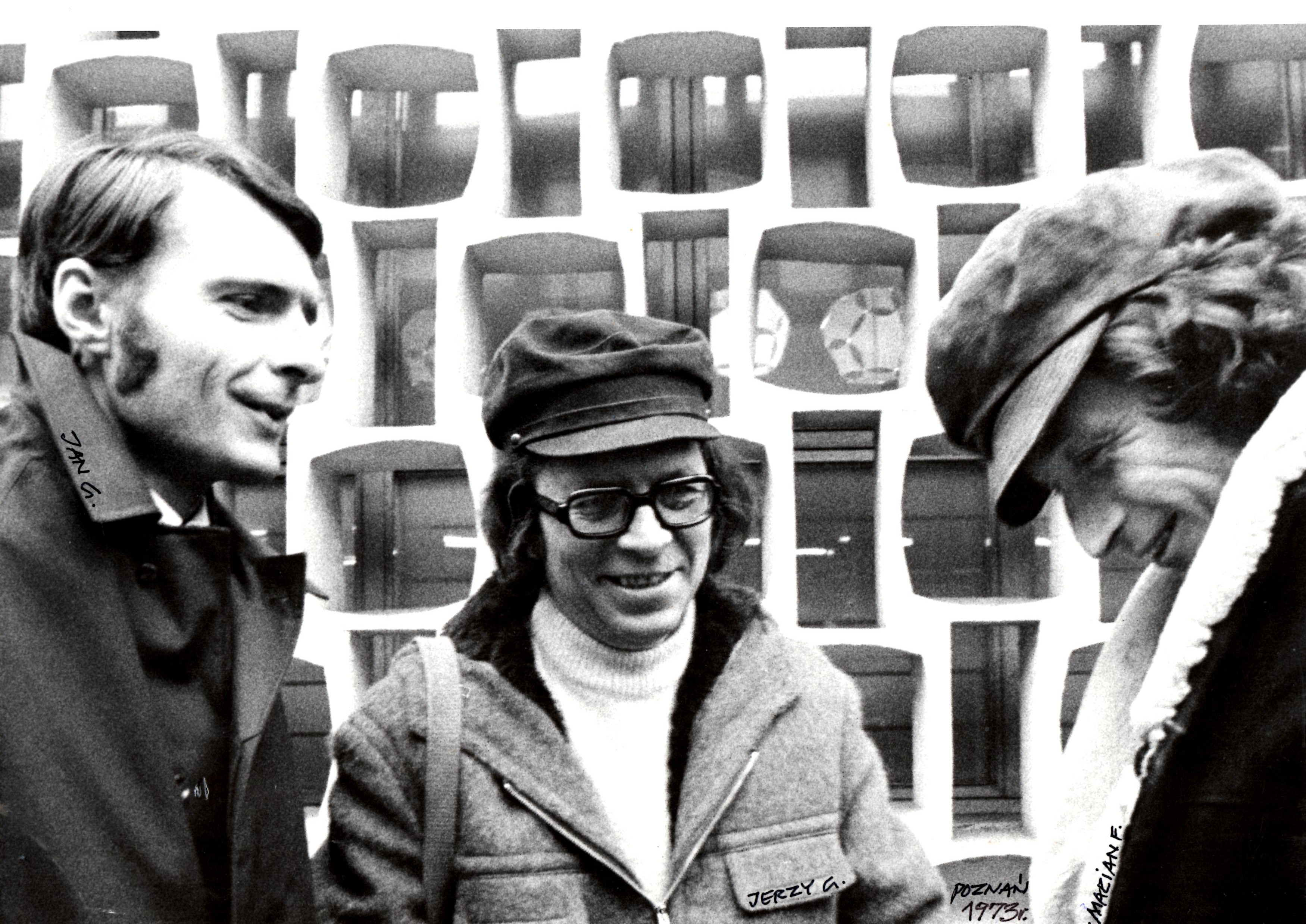
En 1973.
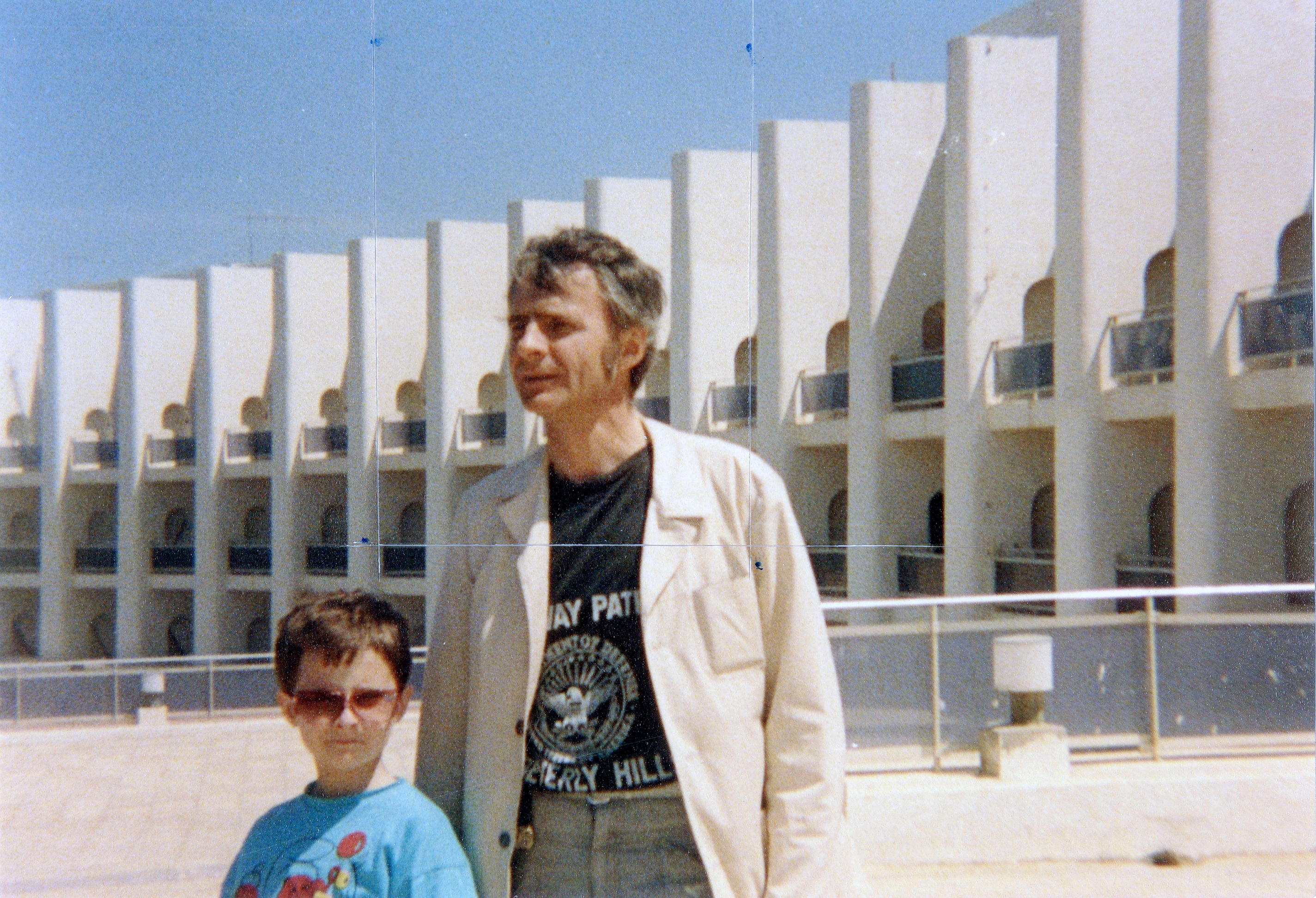
Avec son fils en 1985.
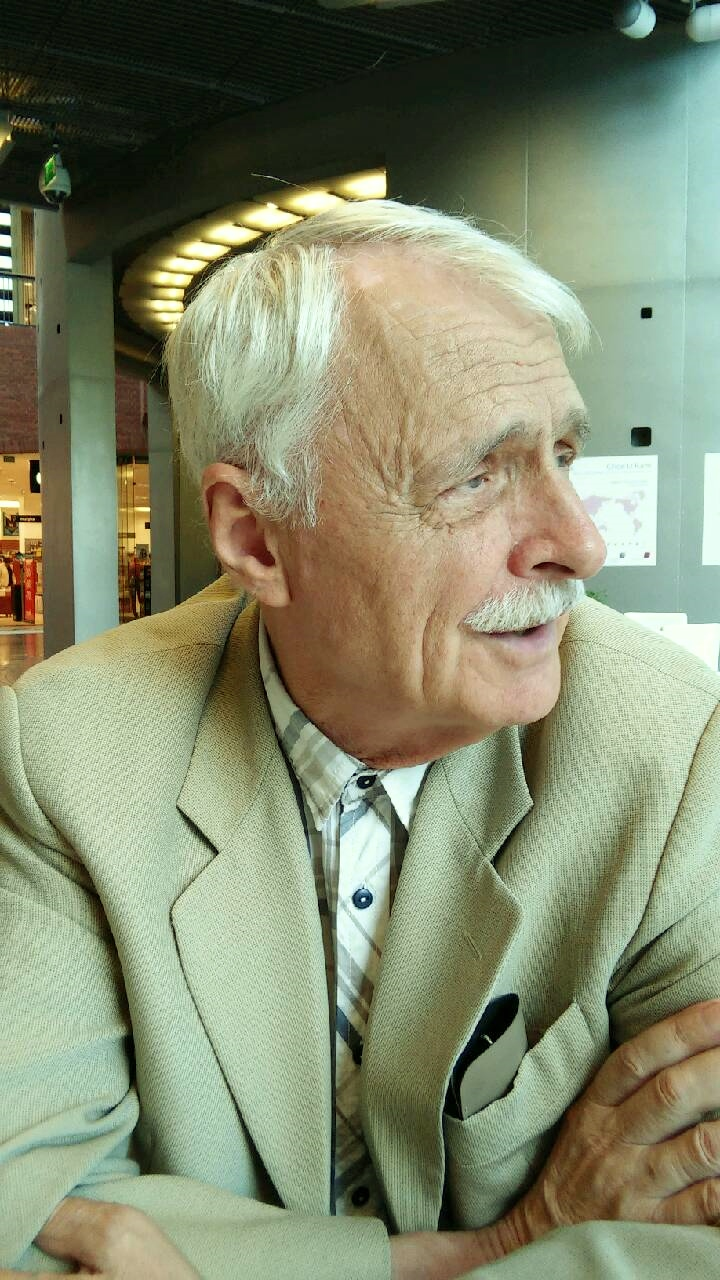
En 2016.

## Réalisations principales

### Concours d'urbanisme et d'architecture
I. avec M. Fikus (1969-1970)
- Centre de Racibórz - SARP n ° 435/69
- Centre de Kołobrzeg - SARP n ° 446/70

II. avec M. Fikus et J. Gurawski (i.e. FGG) (1970-1976)
- Centre de Kedzierzyn – SARP n ° 453/70
- Centre de Włocławek - SARP n ° 455/70/71
- Centre-ville de Biała Podlaska - TUP n ° 25/71,
- Centre de Wrocław - SARP n ° 471/71
- Quartier résidentiel à Bydgoszcz - SARP n ° 480/72
- Est de la région de GOP - SARP n ° 501/73
- Place de l'Indépendance de Łódź - SARP n ° 503/73
- Quartier résidentiel à Poznań - SARP n ° 512/73
- Centre-ville de Bytom - GUP
- Centre-ville de Rzeszów - SARP n ° 520/73
- Centre de cure thermale à Kołobrzeg - SARP n ° 526/73
- Université Adam-Mickiewicz de Poznań - SARP
- Centre de spa à Wysowa - SARP n ° 567/76

III. avec M. Pawłowska–Godlewską (1976 à 1980)
- Centre-ville de Płock - SARP n ° 582/1976
- Centre-Ouest de Katowice - SARP n ° 596/76
- Centre-ville de Będzin - SARP n ° 633
- Complexe résidentiel à Konin
- Centre de Wołomin - SARP n ° 641/80
- Église de Radzym Gaudenty (pl) à Gniezno

### Sélection de travaux

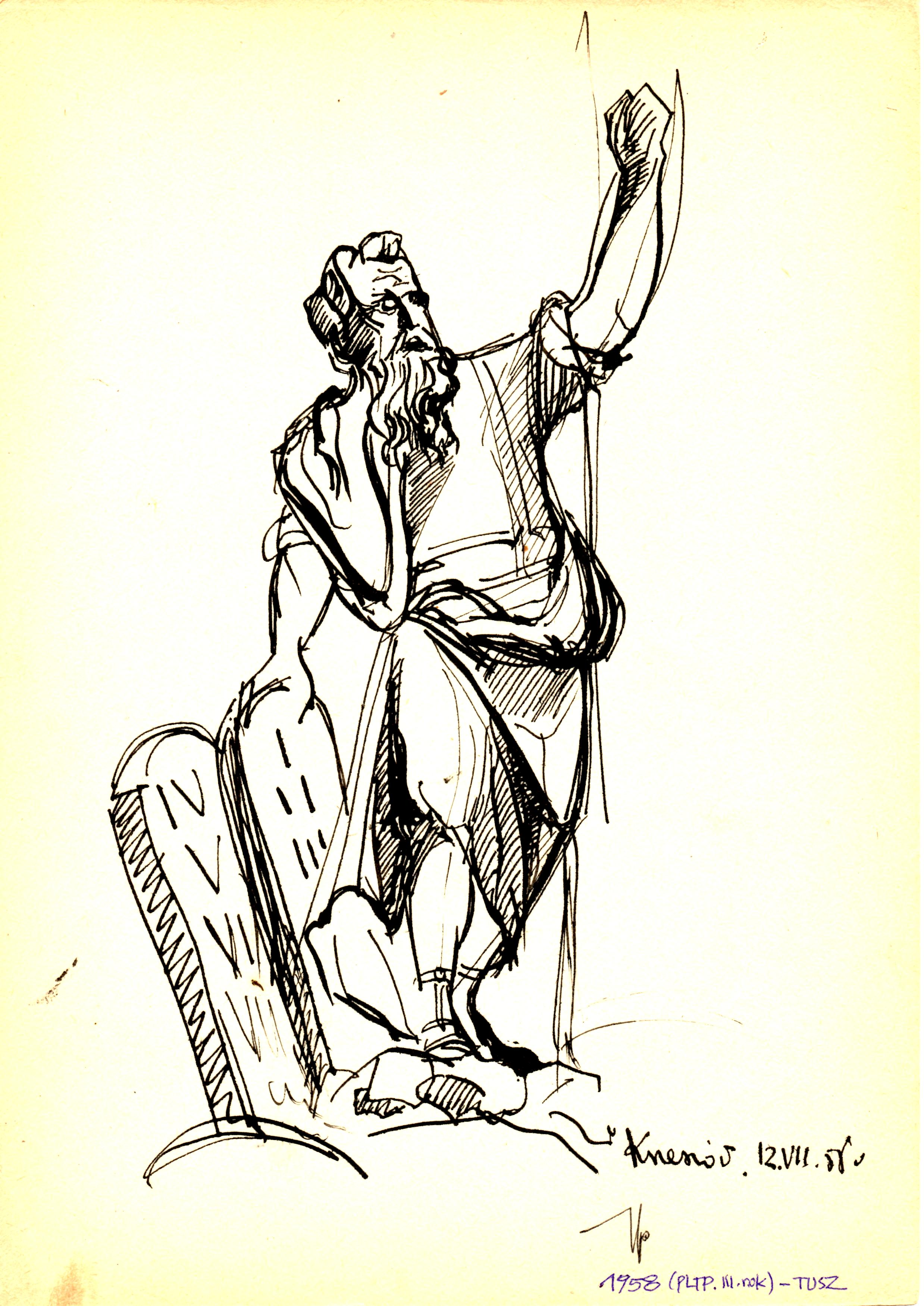
Moje szkice piórkiem z 1958r (1)
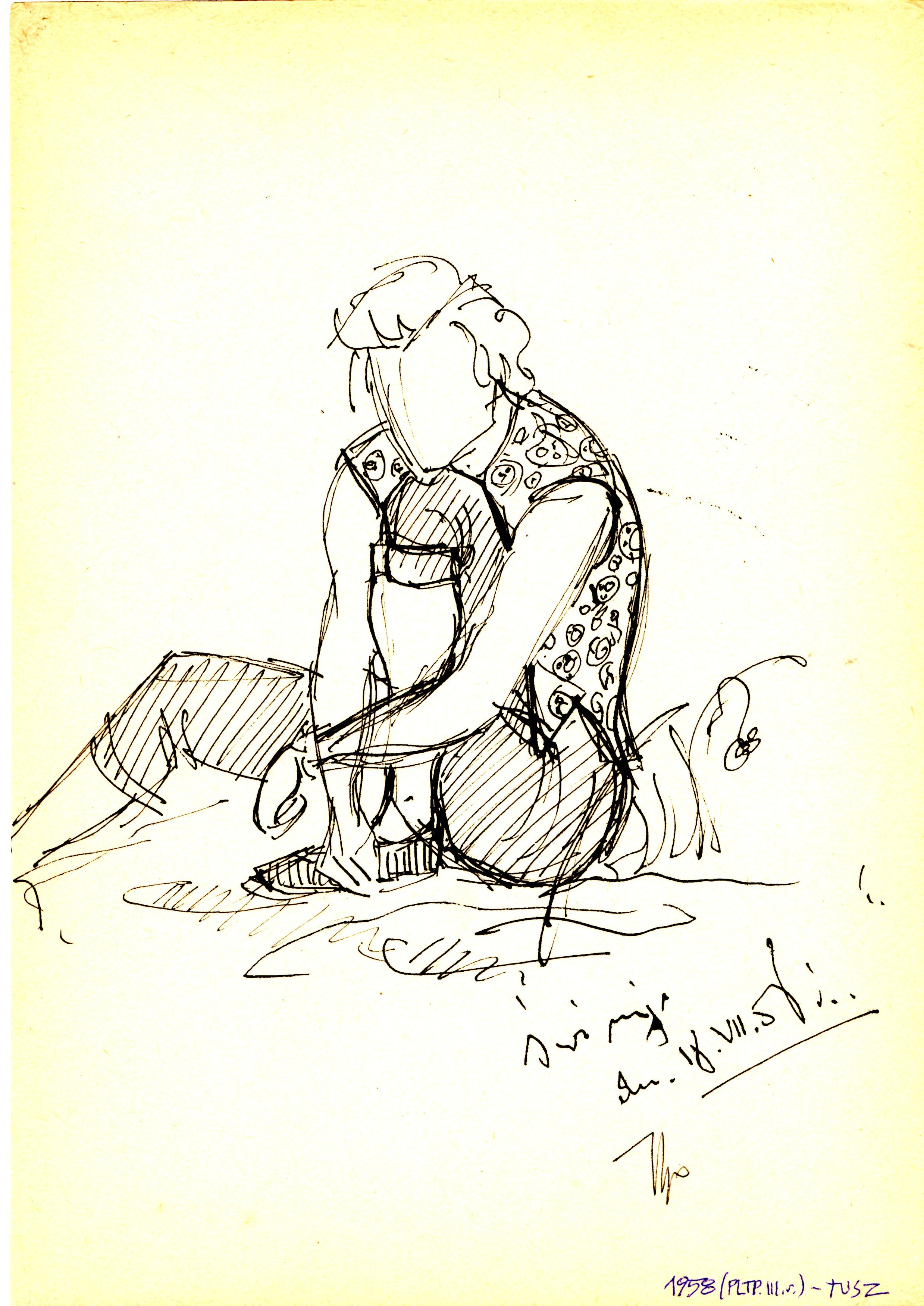
Moje szkice piórkiem z 1958r (2)
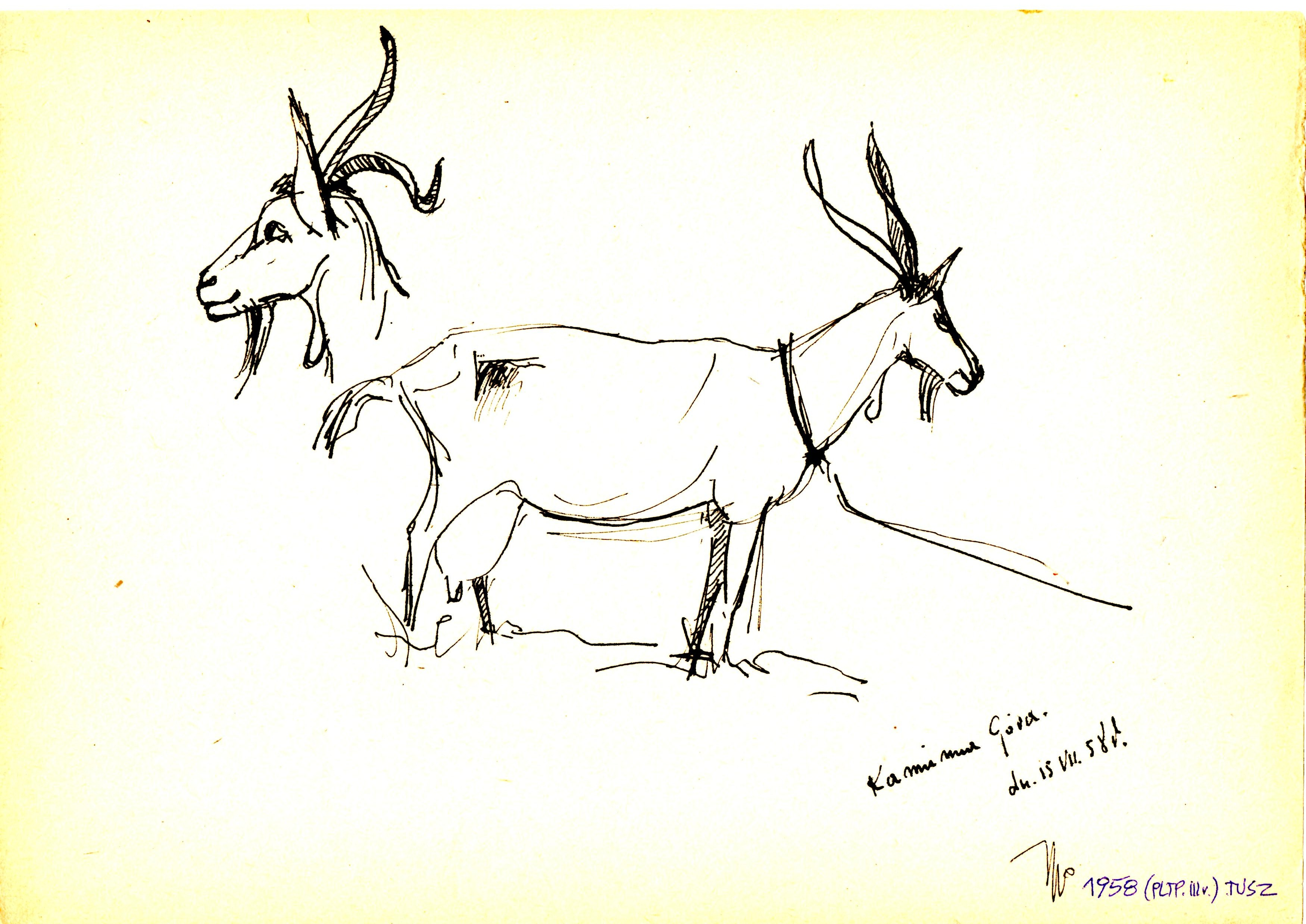
Moje szkice piórkiem z 1958r (3)
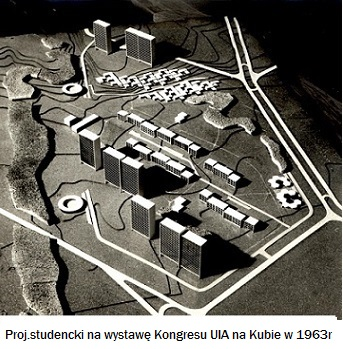
Projekt studencki Hawana 1963
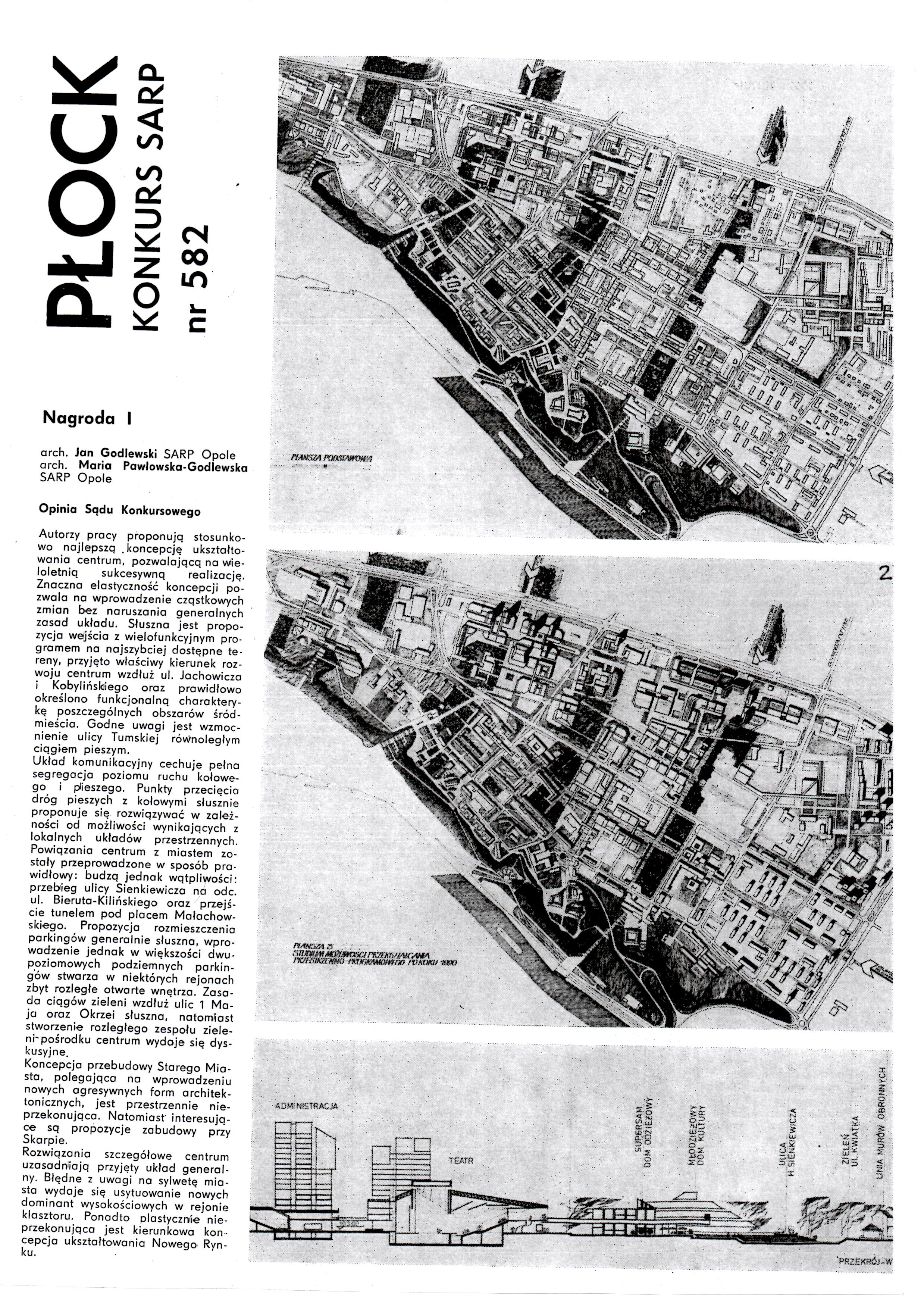
Plock 1976
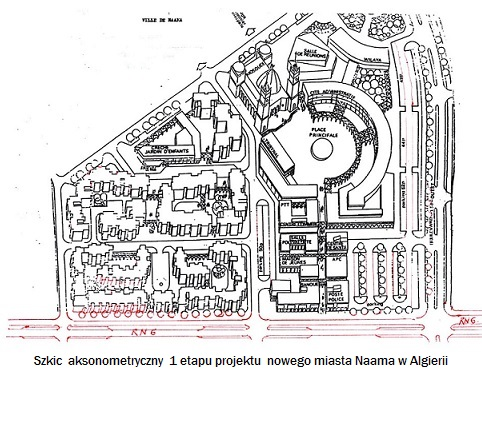
Naama 1986
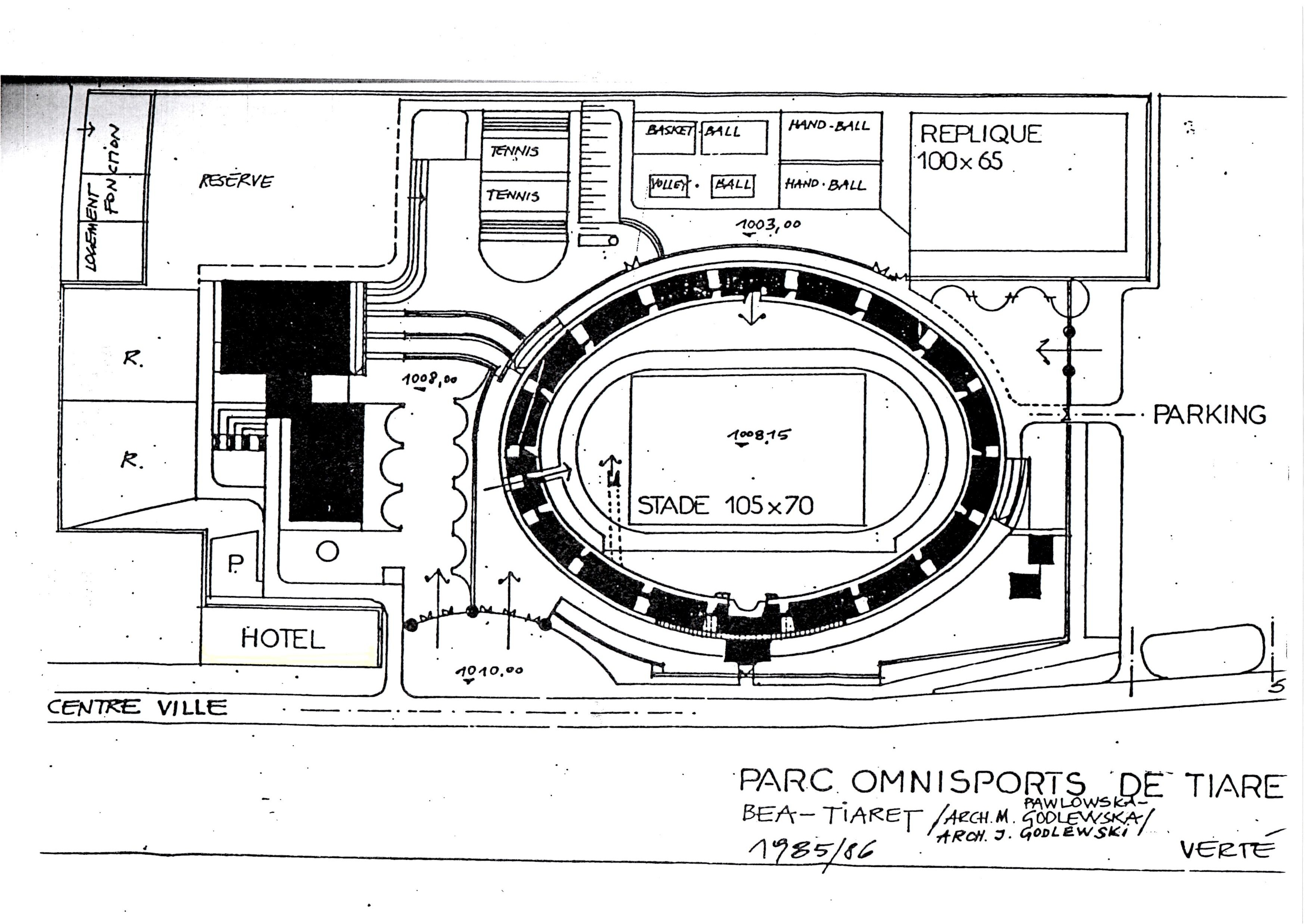
Stade de Tiaret, 1986
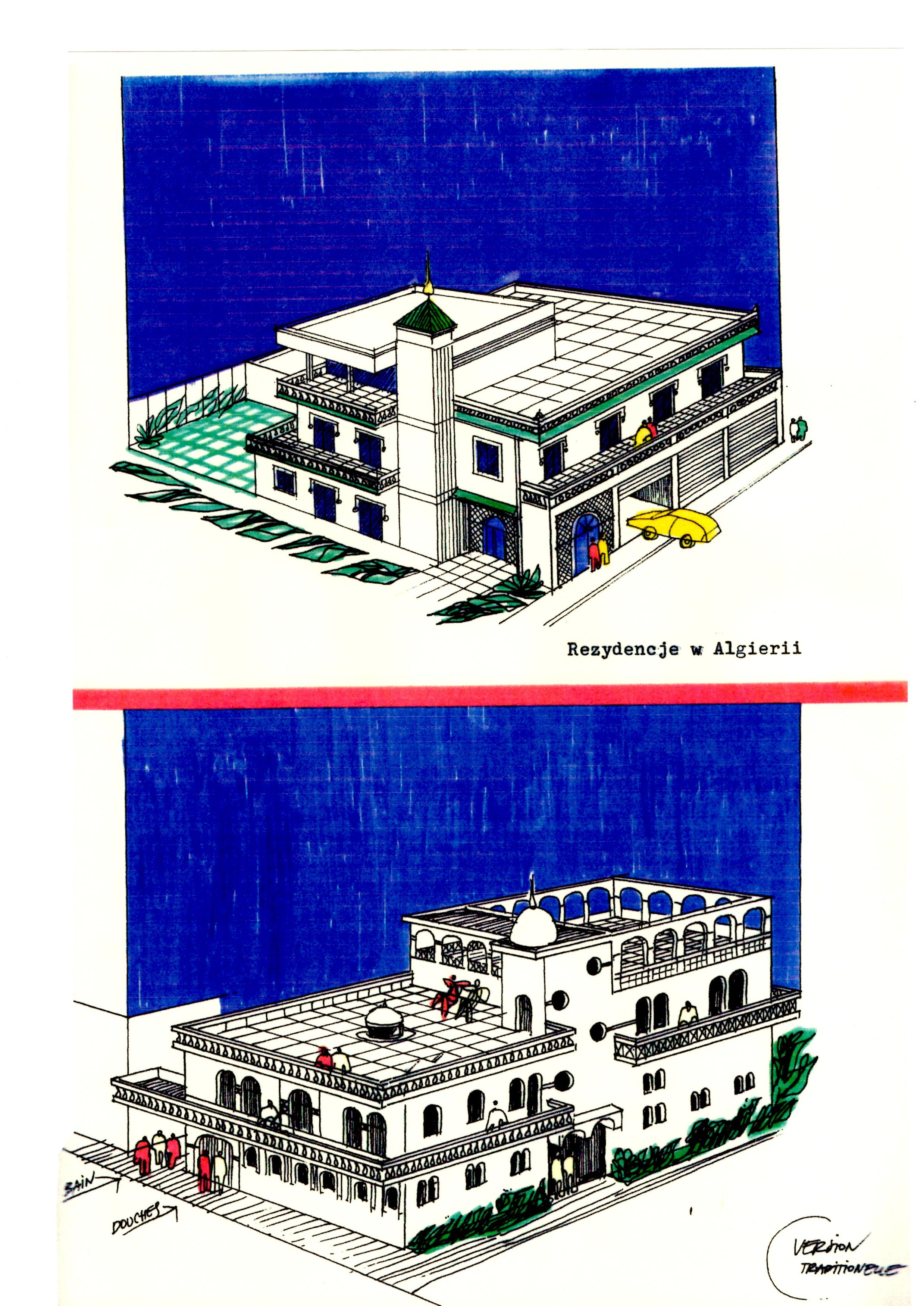
Algieria rezydencje 1988 (1)
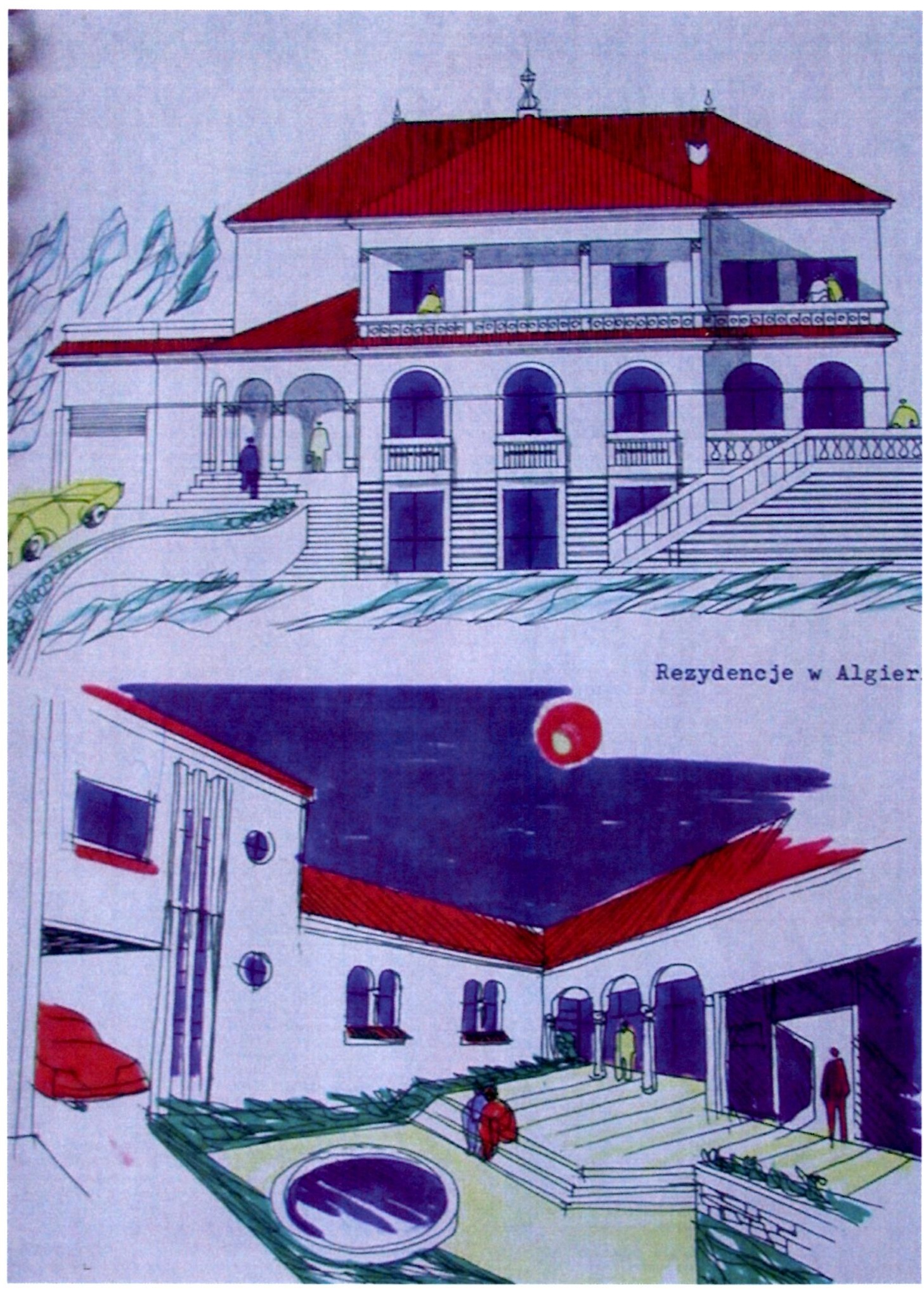
Algieria rezydencje 1988 (2)
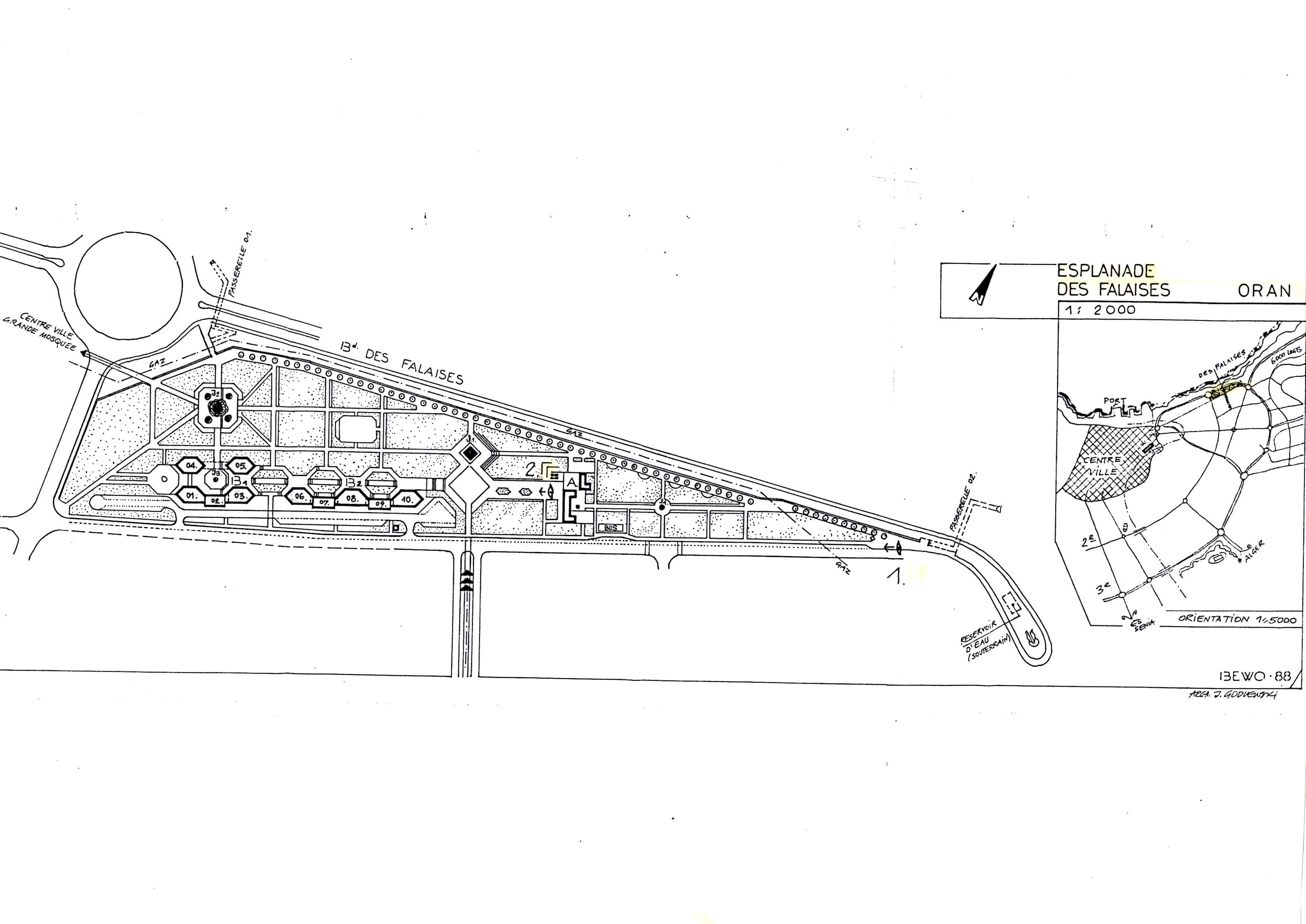
Oran Falaises 1988
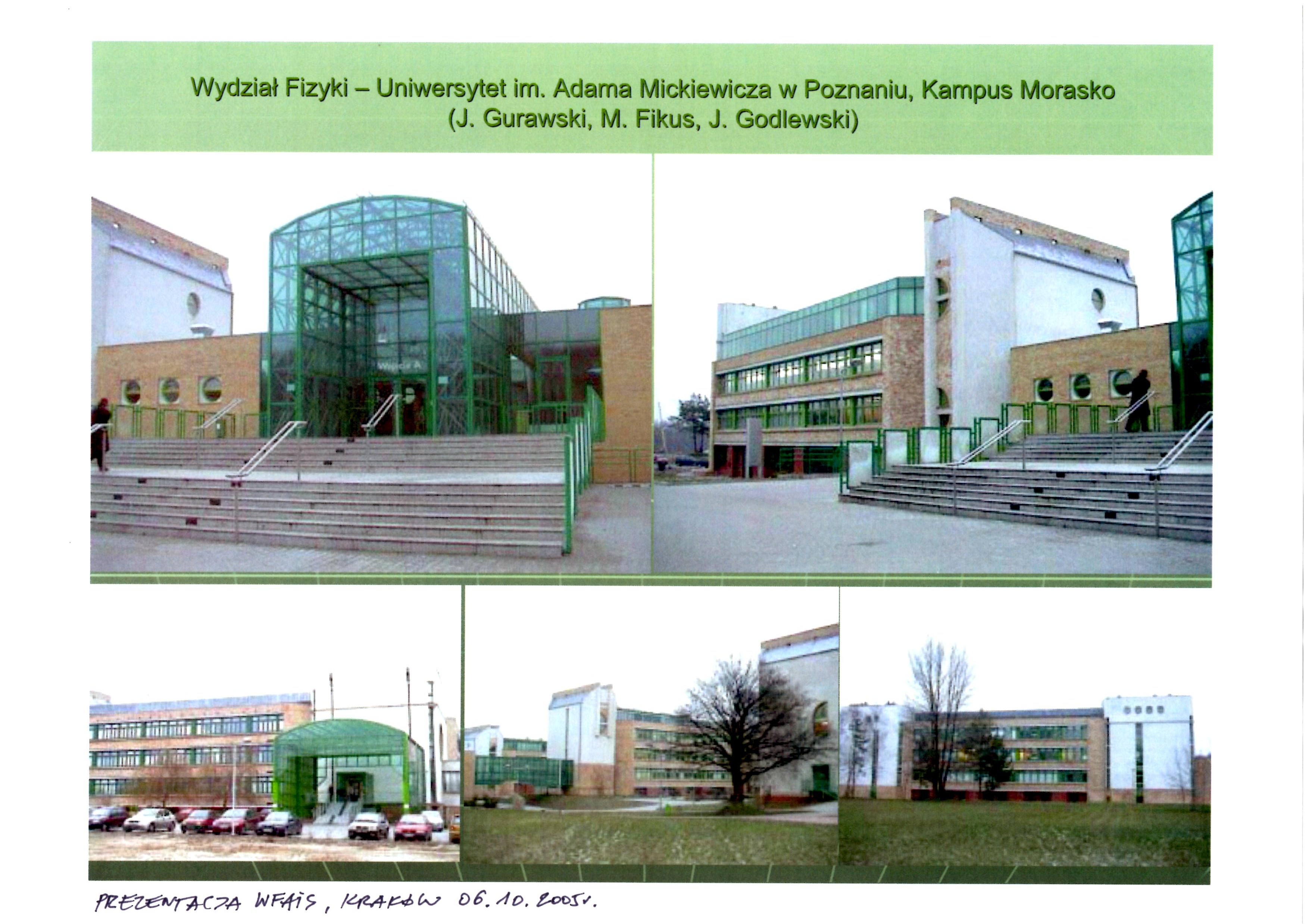
UAM 2005
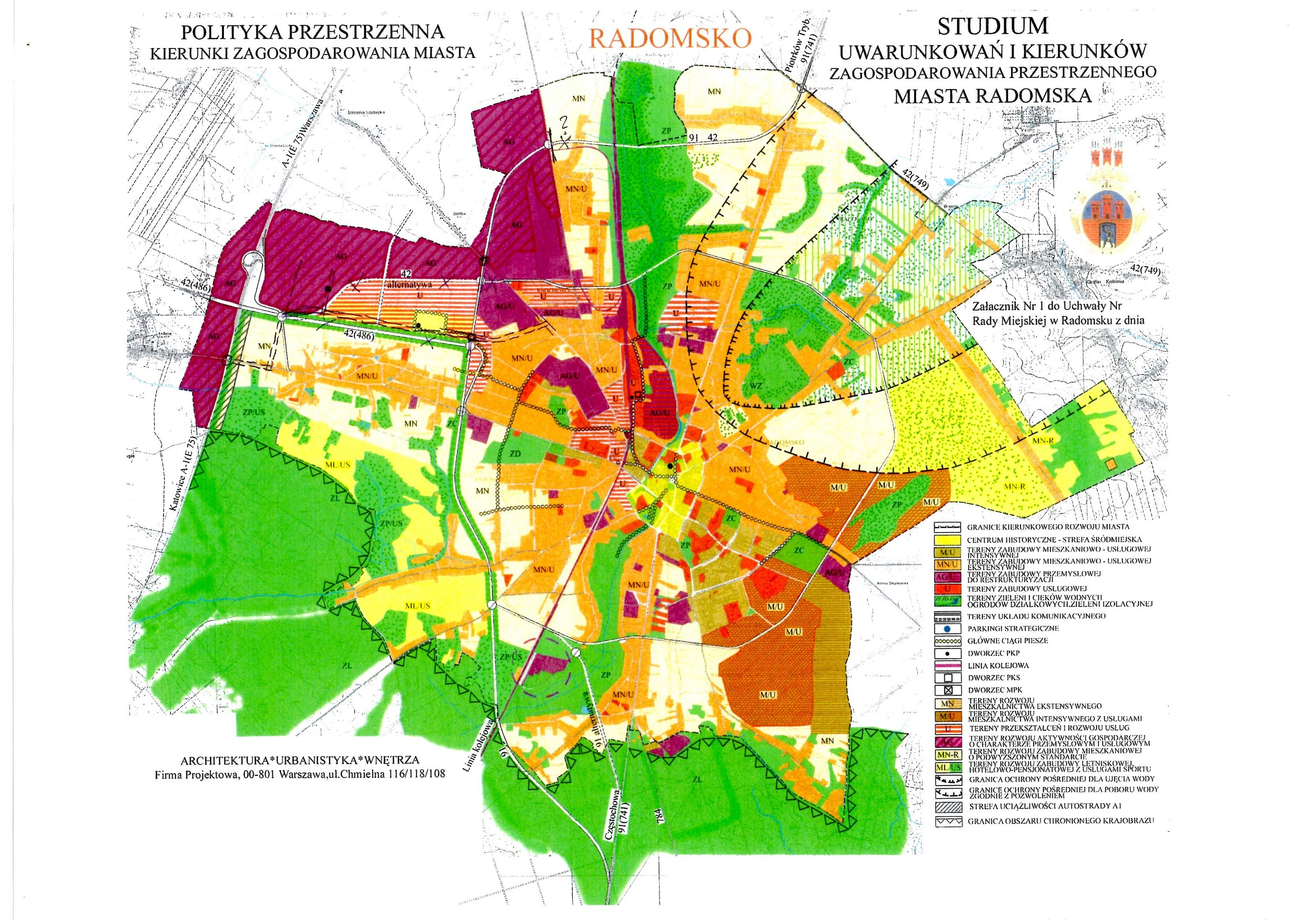
Radomsko 2000-2010